# Christa von Szabó
Christa von Szabó est une patineuse artistique autrichienne.

## Biographie

### Carrière sportive
Avec Leo Horwitz, elle remporte en couple deux médailles de bronze championnats du monde, en 1913 et en 1914. Le couple est également champion d'Autriche en 1914 et vice-champion d'Autriche en 1913.

### Famille
Elle est la sœur du patineur artistique Eduard Engelmann junior, la mère de la patineuse artistique Herma Szabó et la tante de la patineuse artistique Helene Engelmann.

## Palmarès
Avec son partenaire Leo Horwitz)
| Compétition             | 1913 | 1914 |  |  |  |  |  |  |  |  |  |  |
| Championnats du monde   | 3e   | 3e   |  |  |  |  |  |  |  |  |  |  |
| Championnats d'Autriche | 2e   | 1re  |  |  |  |  |  |  |  |  |  |  |
|                         |      |      |  |  |  |  |  |  |  |  |  |  |